# 阿里斯多美奈斯
阿里斯多美奈斯（英語：Aristomenes），公元前7世纪美塞尼亚战争英雄。他因抵抗斯巴达而导致第二次美塞尼亚战争（公元前660年）。他最终败于阿卡狄亚人背信弃义，亡命罗德斯。